# Juliane Roh
Juliane Roh (* 17. September 1909 in Duisburg; † 8. April 1987 in München) war eine deutsche Kunsthistorikerin und Kunstschriftstellerin.

## Leben und Wirken
Juliane Roh (geborene Bartsch) wurde als Tochter des Beigeordneten Helmut Bartsch und seiner Frau Grete (geb. Burchardi) geboren. Sie wuchs in Mannheim auf und machte dort am Liselotte-Gymnasium 1928 ihr Abitur. In Heidelberg studierte sie Kunstgeschichte und Philosophie bei August Grisebach sowie klassische Archäologie bei Arnold von Salis und wurde 1934 promoviert. Anschließend war sie Mitarbeiterin der Galerie Nierendorf in Berlin und leitete bis 1937 den Mannheimer Kunstverein, wo sie ein Programm mit Ausstellungen von August Macke, Karl Hofer, Christian Rohlfs, Max Kaus und Anton Kerschbaumer zeigte.
Während des Krieges arbeitete sie als Kulturfilmregisseurin für die Bavaria Filmkunst in München-Geiselgasteig. 1946 heiratete sie den Künstler und Kunsthistoriker Franz Roh, der 1948 einen Lehrauftrag für neuere Kunstgeschichte an der Universität München annahm. 1952 war sie Teilnehmerin des 3. Darmstädter Gesprächs zum Thema Mensch und Technik.
Sie war Mitarbeiterin unter anderen bei den Kunstzeitschriften Neuen Zeitung, Die Kunst und das schöne Heim und Das Kunstwerk. Roh engagierte sich Ende der 1960er Jahre bei der Humanistischen Union und trat öffentlich für den legalisierten Schwangerschaftsabbruch ein. Juliane Roh war Verfasserin zahlreicher Bücher zur aktuellen Kunstgeschichte der 1950er und 1960er Jahre. 1975 wurde ihr durch Walter Scheel das Verdienstkreuz 1. Klasse verliehen. Ihre letzte Veröffentlichung erschien 1984.
Der Nachlass wurde – wie auch der von Franz Roh – durch ihren Neffen, den Arzt Richard Hampe, München verwaltet. Heute befindet er sich im Deutschen Kunstarchiv Nürnberg. 
Das Zentralinstitut für Kunstgeschichte in München vergibt seit 2015/2016 jährlich zwei Juliane-und-Franz-Roh-Stipendien an Promovierende und Postdoktoranden, die an einem Forschungsvorhaben zur Kunst der Moderne und Gegenwart (20. und 21. Jahrhundert) arbeiten.

## Schriften
- Ausstellungskatalog: K. F. Dahmen. Galerie Günther Franke, München 1969.
- Deutsche Kunst der 60er Jahre: Malerei, Collage, Op-Art, Graphik, Band 1 von Deutsche Kunst der 60er Jahre, Bruckmann, 1971, ISBN 3-7654-1396-8
- Deutsche Kunst der 60er Jahre: Plastik, Objekte, Aktionen, Band 2 von Deutsche Kunst der 60er Jahre (mit Jürgen Morschel), Bruckmann, 1971, ISBN 3-7654-1468-9
- Deutsche Kunst der 60er Jahre: Druckgraphik, Band 3 von Deutsche Kunst seit 1960, Bruckmann, 1976, ISBN 3-7654-1553-7
- mit Claus Hansmann (Fotos): Ich hab wunderbare Hilf erlangt. Votivbilder aus bayerischen Wallfahrtsorten. Bildende Kunst, Kulturgeschichte, Bruckmann, München 1974, 5. erweiterte und neue bearbeitete Ausgabe, Bruckmann, München 1982, ISBN 3-7654-1871-4.